# دانشگاه دولتی علوم پرورشی وینیتسیا
دانشگاه دولتی علوم پرورشی وینیتسیا (به لاتین: Vinnytsia State Pedagogical University) یک دانشگاه در اوکراین است که در وینیتسا واقع شده‌است.